# Gemeinde Vrhnika

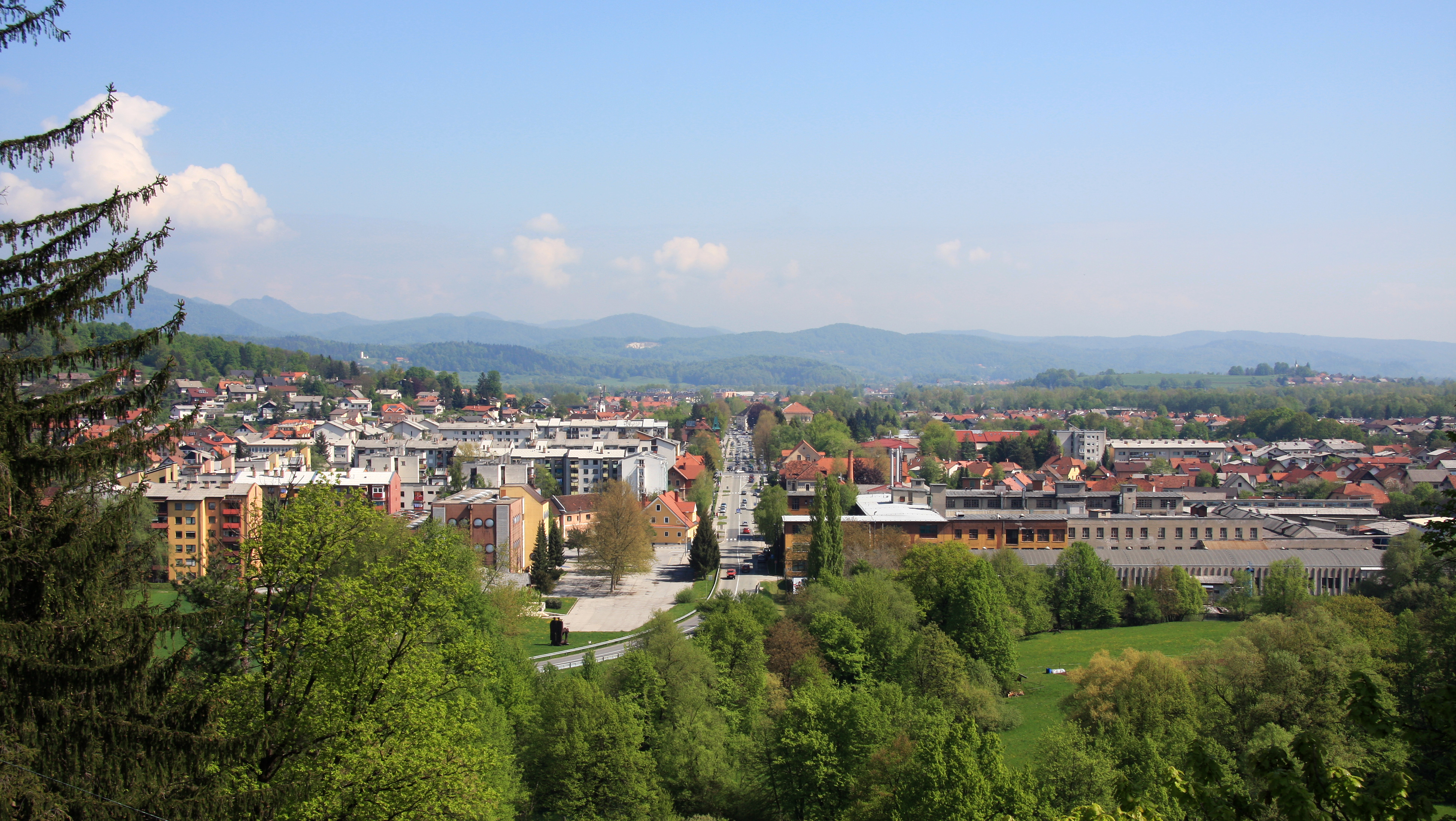
Vrhnika

Die Gemeinde Vrhnika (slowenisch Občina Vrhnika) ist eine aus 26 Ortschaften und Siedlungen bestehende Gemeinde in der historischen Landschaft Innerkrain (heute Region Osrednjeslovenska) in Slowenien. Hauptort ist die Stadt Vrhnika. Die Gemeinde liegt 21 Kilometer südwestlich von Ljubljana am Rande des Laibacher Moores.

## Ortschaften und Siedlungen der Gemeinde
- Bevke (dt.: ‚Wepnersdorf‘)
- Bistra, (dt.: ‚Freudenthal in der Oberkrain‘)
- Blatna Brezovica (dt.: ‚Moosthal‘)
- Drenov Grič (dt.: ‚Kleinlaibach‘)
- Jamnik (dt.: ‚Jamnig‘)
- Jerinov Grič (dt.: ‚Irnau‘)
- Kurja vas (dt.: ‚Hühnerdorf‘)
- Lesno Brdo (dt.: ‚Holzenegg‘)
- Mala Ligojna (dt.: ‚Klein Ludigendorf‘)
- Marinčev Grič (dt.: ‚Marintschegg‘)
- Mirke (dt.: ‚Merkat in der Oberkrain‘)
- Mizni Dol (dt.: ‚Mausthal‘)
- Padež (dt.: ‚Padesch in der Oberkrain‘)
- Podlipa (dt.: ‚Sankt Britz in der Oberkrain‘)
- Pokojišče (dt.: ‚Freythof‘)
- Prezid (dt.: ‚Presidt‘)
- Sinja Gorica (dt.: ‚Schweinbüchel‘)
- Smrečje (dt.: ‚Tannen in der Oberkrain‘)
- Stara Vrhnika (dt.: ‚Alt Oberlaibach‘)
- Strmica (dt.: ‚Stermetz in der Oberkrain‘)
- Trčkov Grič
- Velika Ligojna (dt.: ‚Groß Ludigendorf‘)
- Verd (dt.: ‚Werdenberg in der Oberkrain‘)
- Vrhnika (dt.: ‚Oberlaibach‘)
- Zaplana (dt.: ‚Sicherl‘)
- Zavrh pri Borovnici (dt.: ‚Sawürch‘)

## Nachbargemeinden
| Dobrova-Polhov Gradec | Horjul                                      | Log-Dragomer |
| Logatec               | Kompassrose, die auf Nachbargemeinden zeigt | Brezovica    |
|                       | Cerknica                                    | Borovnica    |

## Geschichte
Auf dem Gemeindegebiet wurden drei Massengrab aus der Zeit des Zweiten Weltkriegs gefunden.

## Söhne und Töchter der Stadt
- Ivan Cankar (1876–1918), Schriftsteller und Dichter
- Štefan Hadalin (* 1995), Skirennläufer